# Arthur Brooks (Trompeter)
Arthur Ray Brooks (* um 1945) ist ein US-amerikanischer Jazzmusiker (Trompete, Flügelhorn, Komposition) und Hochschullehrer.

## Leben und Wirken
Brooks wuchs in einer musikalischen Familie auf und studierte von 1964 bis 1969 am Antioch College, wo er mit dem Bachelor of Music absolvierte. Ab den frühen 1970er-Jahren arbeitete er u. a. mit Stanley Strickland (Brute Force, Birigwa), Bill Dixon, Cecil Taylor, Alan Silva, William Parker, Sydney Smart, Sonny Sharrock, Frank Wright und Ted Daniel. Er war über 23 Jahre lang Mitglied der Fakultät des Bennington College, wo er neben Dixon im „Black Music Department“ lehrte. Des Weiteren war er Artist in Residence am Middlebury College, der School of New Dance Development (SNDO) Amsterdam und beim Rotterdam Improvisers Pool. Brooks leitete die Gruppe Arthur Brooks Ensemble V (seit 1973). 2019 trat er mit seinem Ensemble V in der Besetzung Jeremy Harlos (Bass), Bill Heminway (Trompete & Flügelhorn), Anthony Santor (Bass) und Matt Weston (Schlagzeug) auf.
Außerdem arbeitete Brooks mit Judith Dunn, Pauline deGroot, Christine Svane, Susan Sgorbati, Peter Schmitz und Patricia Bardi, The Architects Dance Company und vor allem mit Penny Campbell and the Giants of Sciants, einer Kompanie improvisierender Tänzer und Musiker. Auf dem Vision Festival trat er in den Gruppen von Jimmy Lyons (1998) und Jackson Krall (2011) auf. Er war Empfänger von Stipendien des National Endowment for the Arts, des Vermont Council on the Arts und verfasste eine Reihe von Auftragskompositionen. Im Bereich des Jazz war er laut Tom Lord zwischen 1972 und 2008 an angeblich nur vier Aufnahmesessions beteiligt, zuletzt mit dem kollaborativen Collective 4tet (In Transition).

## Diskographische Hinweise
- Arthur Brooks Ensemble V: Nightcaller (1977, ed. 2020, Jeff Hoyer, Maureen Hoy, Steve Simon, Paul Austerlitz, Kevin Campbell, Beverly Dyer, Laurie Moses, Chris Faris, Sydney Smar)[4]
- Bill Dixon Sextet: Bill Dixon in Italy Vol. 1 (Soul Note, 1980)
- Collective 4tet: In Transition (Leo Records 2009, mit Mark Hennen, William Parker und Heinz Geisser)